# 文克謙
文克謙（：／，1122年—1189年），字德柄，高麗中期文臣。本貫南平。
文克謙是文公裕的長子。他依靠伯父文公仁的關係蔭補刪定都監判官。他三次參加科舉考試，屢考不中。雖然已經當官，但仍然苦學，終於在毅宗在位期間文科及第，被任命為左正言。然而，他上疏彈劾宦官白善淵，因奏疏中涉及宮人無比等宮禁之事，毅宗大怒，焚燒其奏疏，將其貶為黃州判官。文克謙在黃州頗受百姓愛戴，又遭到政敵彈劾，再被貶為晉州判官。但後來有司認為他是一個直言之臣，不宜連續貶官外地，以防堵塞言路。毅宗認為有理，授閤門祗候，後遷殿中內給事。
1170年武臣政變發生以後，文克謙被政變士兵抓獲，險些遇害。但武臣們敬佩他的忠直，沒有殺害他，後來又將其釋放。鄭仲夫、李義方等人廢黜毅宗、擁立明宗，他受到李義方的推薦出任右承宣、御史中丞。他庇護了李公升等大量的文臣，而武臣多倚重他，遇上事務多咨詢他的意見。在武臣政權時代，他以文官的身份兼任龍虎軍大將軍這一高級武職，他在升任宰相了以後還兼任著上將軍的武職。李義方的弟弟李璘成為了他的女婿，因此政治地位得到鞏固。
此後，任大府少卿，1173年同知貢舉，轉禮部侍郎，拜樞密院知奏事，累陞知院事。1179年，因與宋有仁有隙，左遷守司空、左僕射。
1180年任太子少師，翌年守太尉。1183年，拜中書侍郎平章事、判戶部事、太子太保。1184年，任參知政事。1185年判禮部事。當時韓文俊、文克謙、崔世輔都擔任宰相，韓文俊為首相，文克謙當遷亞相。然而文克謙與崔世輔互相謙讓。崔世輔判兵部事，明宗以禮部在兵部之上，便以文克謙判禮部事，遂以文克謙為亞相。1186年，兼中書、門下兩省、判兵部事，同時任修國史，與同修國史崔世輔一起負責《毅宗實錄》的編纂工作。1187年權判尚書吏部事。1189年卒，明宗命令輟朝三日，諡忠肅。後配享明宗廟庭。

## 相關影視作品
- 《武人時代》，KBS，2003年~2004年，演員：金鍾潔（朝鲜语：김종결）